# Nové Zvolání
Nové Zvolání (německy Neugeschrei) je městská čtvrť a základní sídelní jednotka ve Vejprtech v okrese Chomutov. Nachází se asi tři kilometry jižně od centra Vejprt, od kterého je oddělena návrším Nad Vodárnou. Nové Zvolání bylo založeno v polovině šestnáctého století v souvislosti s těžbou stříbra. Ačkoliv se stalo součástí města a ve druhé polovině devatenáctého století se zde rozvíjel průmysl, zachovalo si venkovský charakter.

## Historie

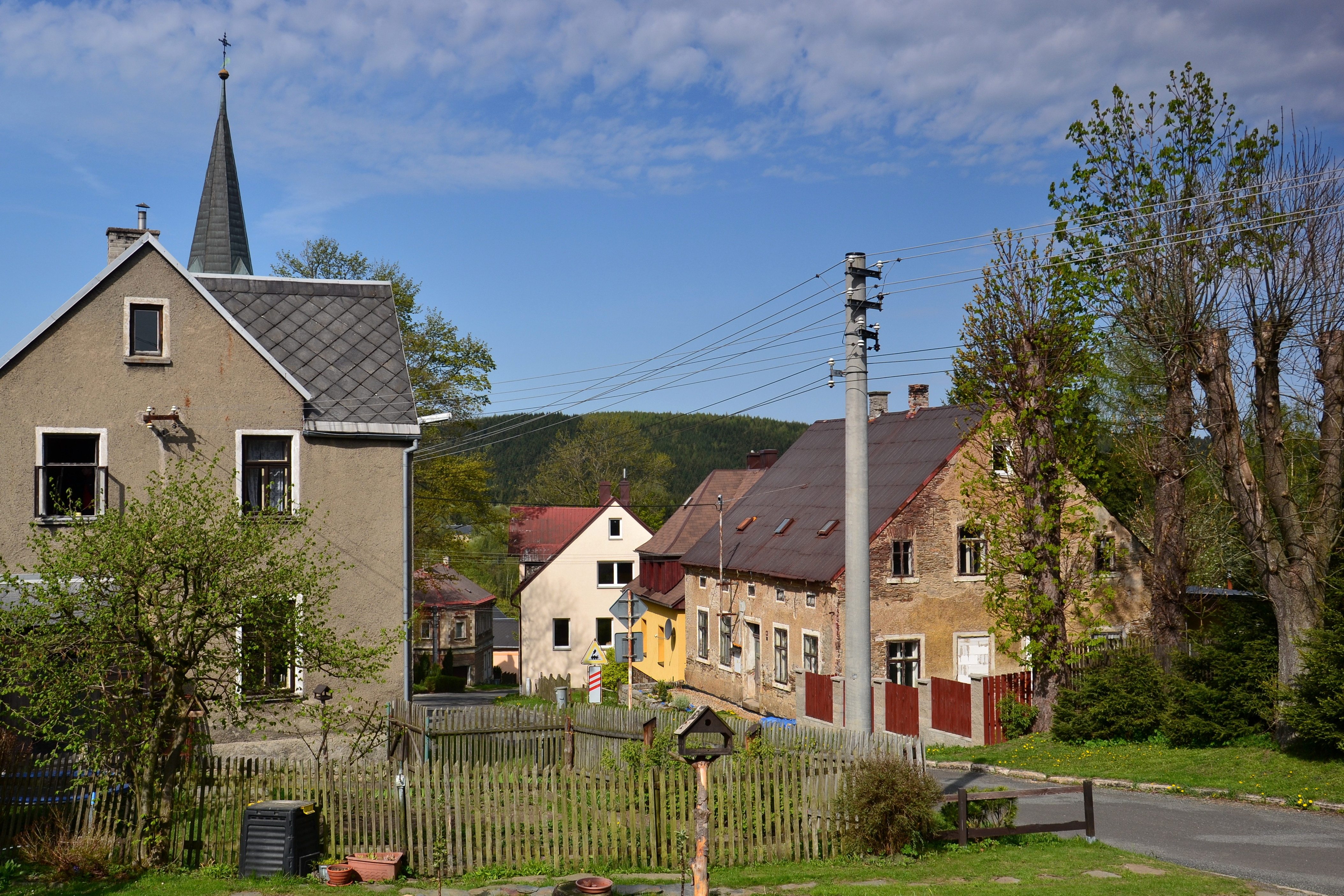
Horní část Kollárovy ulice

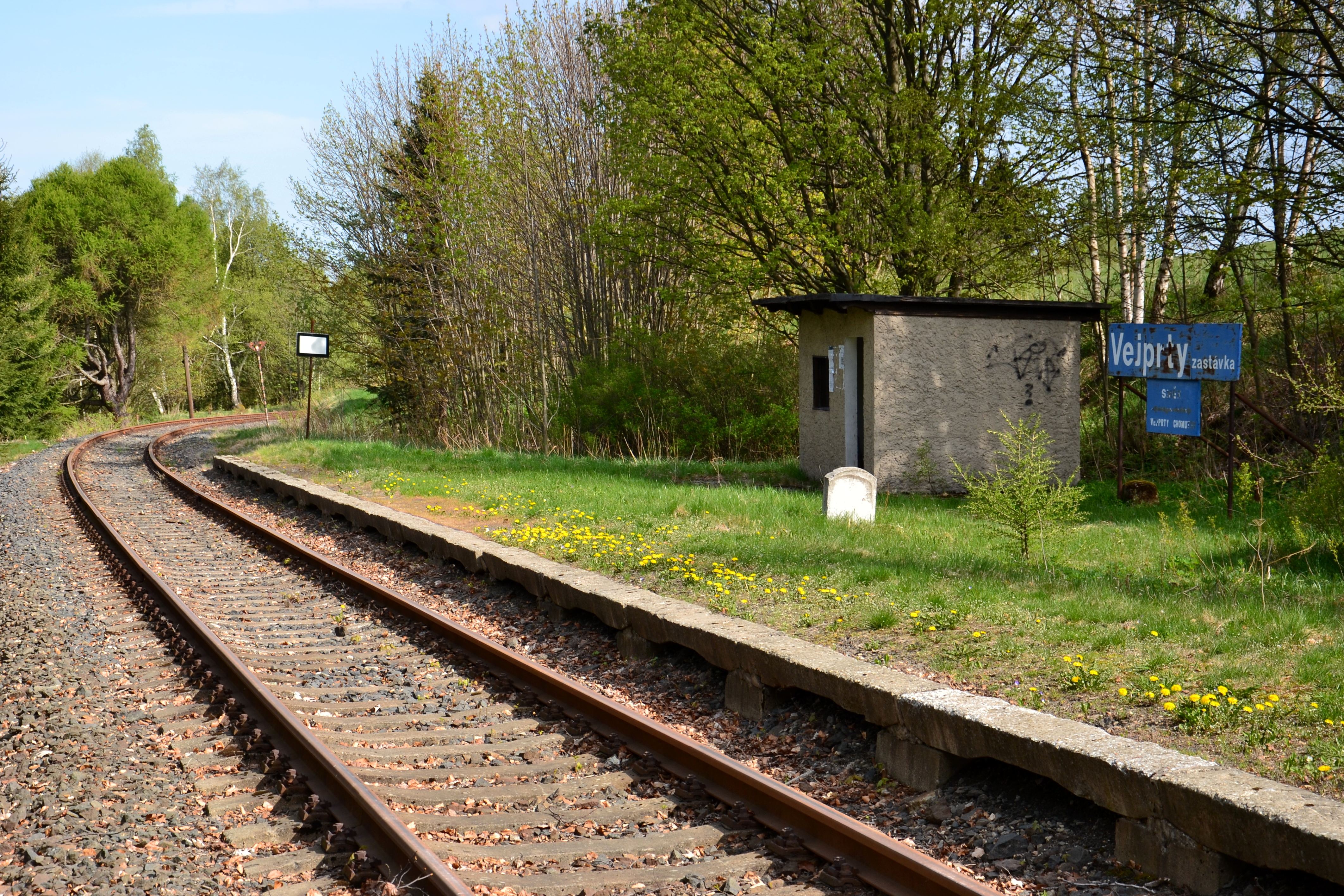
Železniční zastávka Vejprty zast. na trati Chomutov–Vejprty

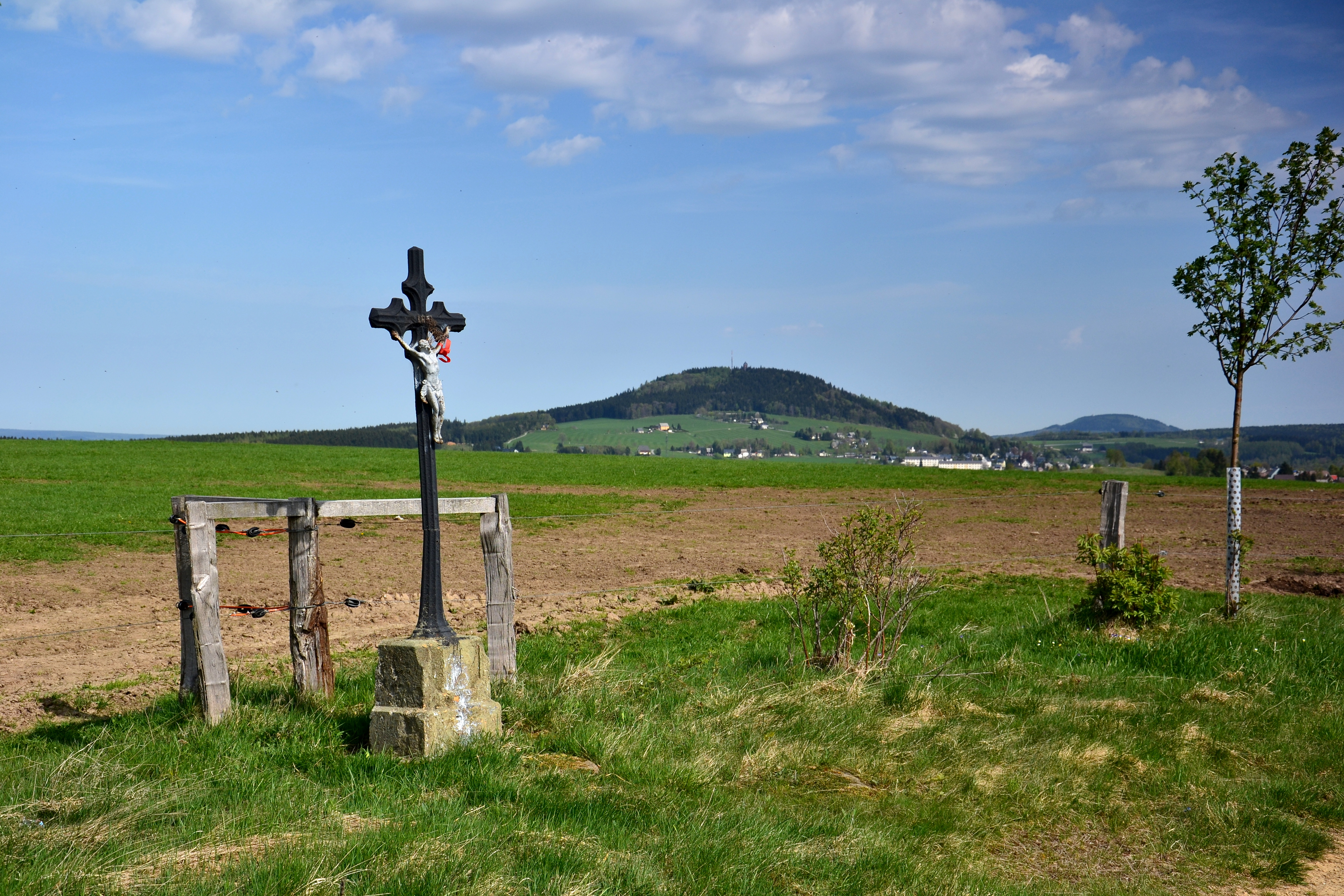
Kříž na vrchu Nad Vodárnou s vrchem Bärenstein v pozadí

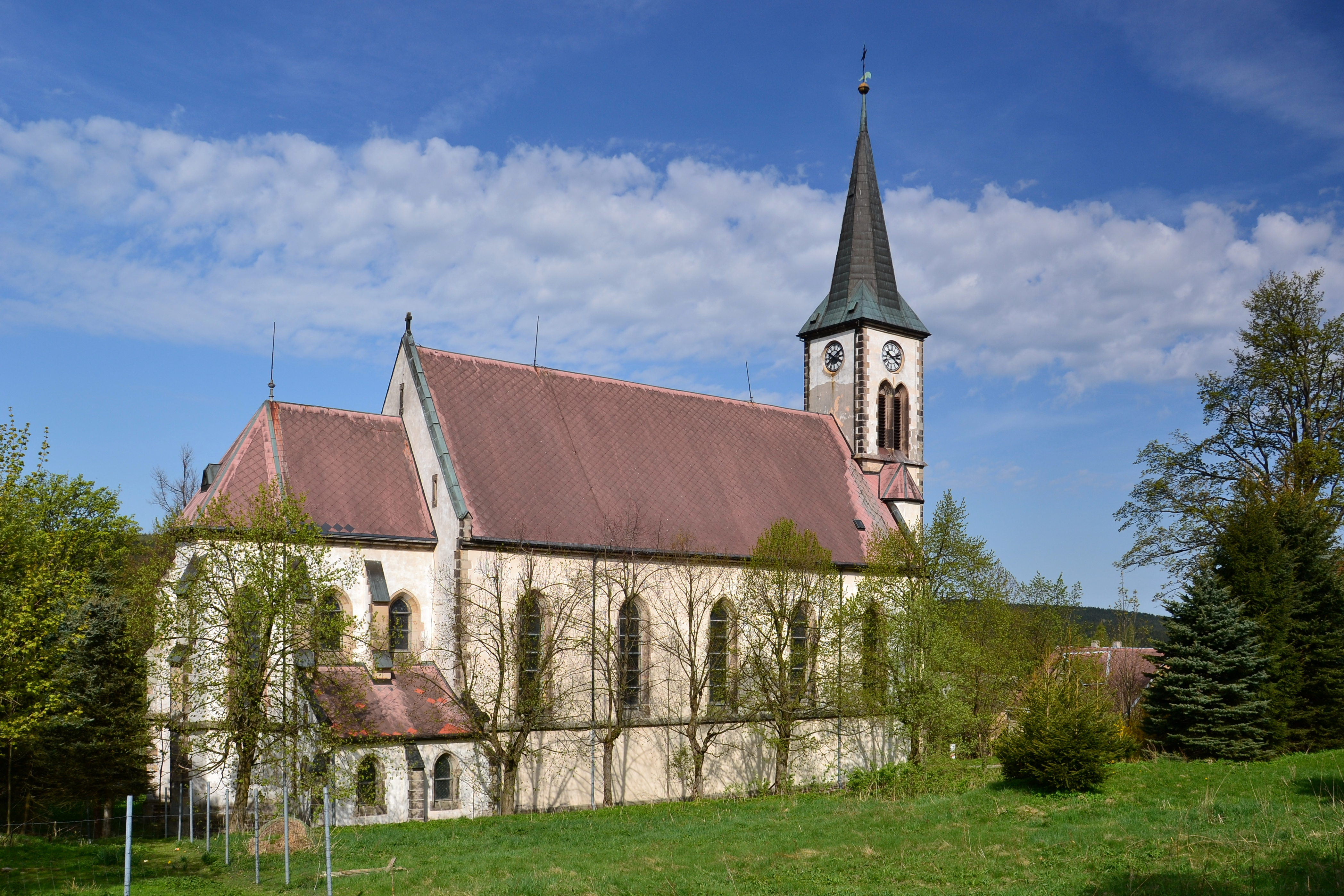
Kostel Nejsvětějšího Srdce Ježíšova

Nové Zvolání vzniklo v polovině šestnáctého století jako hornická osada u dolu Jan na poušti, který byl otevřen roku 1550. První písemná zmínka o vesnici pochází z roku 1575. Během třicetileté války hornictví v okolí Vejprt téměř zaniklo a důl Jan na poušti byl znovu otevřen až v roce 1697. Kromě něj byly ve vsi ještě doly Marie Josef a Naděje v Boha, ale byly brzy uzavřeny kvůli velkému množství vody, kterou nebylo možné odčerpávat. Důl Jan na poušti byl v provozu i ve čtyřicátých letech osmnáctého století. Na financování těžby v něm se podílela města Vejprty, Přísečnice a Hora Svatého Šebestiána. Ještě v letech 1789–1812 v něm bylo získáno 1,1 tuny stříbra a 34 tun kobaltové rudy, ale provoz byl finančně ztrátový. Těžba přesto pokračovala i dále, ale v letech 1824–1853 důl vyprodukoval jen 27 kg stříbra a 8,7 tun kobaltové rudy. V první polovině devatenáctého století se v dole Bierzehend těžil také fluorit, který se dodával do železáren v Kovářské. Poslední pokusy o obnovu hornictví proběhly v polovině dvacátého století, kdy byla v oblasti Nového Zvolání neúspěšně hledána ložiska smolince.
V devatenáctém století v Novém Zvolání vzniklo několik průmyslových podniků. Největší z nich byla továrna na stuhy a prýmky bratří Kannenbergerů, ve které v určitých obdobích pracovala až polovina obyvatel vesnice. V roce 1946 byla znárodněna a připojena ke krnovskému národnímu podniku Továrny stuh a prýmků. Dalšími podniky byly firma Bratři Bartlové, která vyráběla pletařské a prýmkařské stroje, nebo firma Johanna Schmidta. Od roku 1865 vyráběla prýmky, různé druhy šňůr a jiné zboží pro dámskou konfekci. Zanikla roku 1947 po připojení k národnímu podniku Stap. stroje. Podobně skončila provoz řada dalších malých podniků zaměřených na textilní výrobu.
Do druhé světové války ve vesnici pracovala řada živnostníků a řemeslníků. Většina provozoven byla po válce uzavřena. Z hostinců zůstal otevřen jen jeden a dva obchody převzalo prodejní družstvo Osvobození. Nová prodejna potravin byla otevřena až v roce 1981. Továrna bratří Kannebergů byla v padesátých letech dvacátého století využívána jako autoopravna jáchymských dolů. Potom se v areálu vystřídalo několik podniků zaměřených na hospodářské stroje. Poslední z nich byl roku 1977 přejmenován na KOVO a ještě později na BELET (bezvadné, levné, trvanlivé), ve kterém se vyráběla stavební kolečka, chromovaný nábytek, ložisková tělesa a od roku 1980 zejména vysokozdvižné vozíky určené zčásti k exportu do Sovětského svazu. Po roce 1990 se společnost BELET zaměřila na výrobu manipulační techniky, zatímco kovový nábytek převzala firma DUNO.
Ve dvacátém století bylo Nové Zvolání připojeno k Vejprtům. V bývalé Kannenbergerově továrně funguje firma Belet, která vyrábí manipulační techniku.

## Služby
Od roku 1723 v Novém Zvolání byla jednotřídní pobočka vejprtské městské školy. Vyučovalo se v běžných domech. Do roku 1900 se škola rozšířila na pět ročníků. Po druhé světové válce se začalo vyučovat až od března 1947, ale s úbytkem obyvatel se snižoval i počet žáků a škola byla od 1. ledna 1977 uzavřena. V polovině devadesátých let dvacátého století byla uzavřena zdejší pošta.

## Pamětihodnosti
Jednou z dominant vesnice je novogotický kostel Nejsvětějšího Srdce Ježíšova postavený v letech 1895–1899. Hlavním pozůstatkem dolování jsou zarostlá halda pod Kamenickou ulicí, poblíž které bývaly v okolí kostela ústí šachet Anna a Jan na poušti. Další zarostlé odvaly menších dolů se nacházejí na severním okraji vesnice a na východě u silnice do Kovářské.